# ماژیک اکلیلی
| بررسی انتقادی               | بررسی انتقادی |
| منبع                        | رتبه‌بندی      |
| --------------------------- | ------------- |
| آل‌میوزیک                    | [ ۱ ]         |
| راهنمای ضبط آلترناتیو اسپین | ۷/۱۰          |

ماژیک اکلیلی (به انگلیسی: The Spangle Maker) یک ئی‌پی از گروهٔ موسیقی آلترناتیو راک اسکاتلندی کوکتو تویینز می‌باشد که در آوریل سال ۱۹۸۴ از سوی ۴ای‌دی منتشر گردید. این ئی‌پی حاوی دو نسخه از «قطره‌های شبنم‌مرواریدی» و دو بی ساید می‌بود که هر سه ترانه در اجرای زندهٔ این گروه اجرا شدند.